# Ольшанський Теофіл
Теофіл Ольшанський (18 травня 1905, м. Хирів, Королівство Галичини та Володимирії, Австро-Угорщина – 21 червня 1987, м. Лос-Анджелес, США) — член Української військової організації, виконавець замаху на польського президента Войцеховського в 1924 році на протест проти окупації західних областей України Польщею.
Сестра — маляр-іконограф і графік Стефанович-Ольшанська Михайлина.

## Життєпис
Теофіл Ольшанський навчався у перемишльській гімназії. Під час українських визвольних змагань 1917–21 разом із батьком, що був військовим капеланом, став добровольцем у складі 3-го полку 8-ї бригади УГА, де виконував обов’язки зв’язкового. У віці 14 років учасник Чортківської офензиви у червні 1919 року в битві проти польських окупантів. У 1924 вступив до лав УВО.

### Замах на польського президента
Тодішній президент Польщі Войцеховський проводив жорстку політику асиміляції проти українців, що тоді опинилися під окупацією Польщі. На протест проти цього, 5 вересня 1924 року під час офіційного візиту польського президента до Львова, 19-річний Теофіл Ольшанський зголосився бути виконавцем замаху УВО та кинув саморобну бомбу, яку змайстрував інженер Теодор Яцура, під колеса карети польського президента. Декілька хвилин бомба продиміла, проте не вибухнула. Теофілові вдалося успішно зникнути з місця та не дістатися в руки поліції.
Керівник хемічної лабораторії майстер Теодор Яцура зазнав критики серед лав УВО через недієздатну бомбу. Лише пізніше стало відомо, що причиною невдачі стало не недбальство майстра, а надмірна конспіративність УВО – один із посередників зберігав вибухівку у пічці, засипавши попелом, через що вона відсиріла. 
Попри недосягнення мети, подія надала розголосу та привернула увагу до українського спротиву польській окупаційній владі. Як наслідок, жоден польський президент більше не наважувався відвідати ані Львів, ані Галичину загалом аж до 2 світової війни.
Польська влада хотіла неодмінно розслідувати замах, чим зайнявся комісар поліції Міхал Кайдана, відомий своєю ненавистю до українців. Та в ході цього розслідування його жертвою став єврей. Одна з хористок Львівської опери вказала на 23-річного Станіслава Штайґера – мовляв, вона особисто бачила, як той кинув бомбу у президента. Підозрюваного негайно заарештували. Комісар Кайдана відрапортував про успішне розслідування замаху. Та вже через три дні після замаху львівська єврейська газета «Хвиля» надрукувала анонімне звернення лідерів УВО, які наголошували на власній відповідальності за замах та вказували на неправомірність цього нападу польської влади на Сіоністську партію і єврейську громаду. Та польська поліція проігнорувала це звернення, бо намагалася уникати публічного визнання українського опору. Натомість єврей Штайґер, був зручнішим винуватцем, якого слідство ще і пов’язало з комуністами, діяльність яких була заборонена в тодішній Польщі президентом Войцеховським. Лише після того, як Ольшанський у присутності німецької поліції проголосив заяву про свою причетність, резонанс у міжнародних медіях призвів до того, що польській поліції довелося випустити Штайґера.

### Життя в еміграції
Після замаху Теофіл Ольшанський був вимушений виїхати за кордон до Німеччини. Та після вимоги польської влади про екстрадицію Ольшанського, йому довелося полишити Німеччину. Спочатку він оселився на Кубі, а згодом вступив до армії Гондурасу, де дослужився до чину полковника, брав участь у кількох тамтешніх державних переворотах. Був нагороджений найвищою почесною золотою відзнакою президента Гондурасу та призначений начальником столичного слідчого департаменту. 1934 року переїхав до США, де займався різьбою та малярством, утримував власну друкарню.